# Ayşe
Ayşe (prononcé Aïché) est un prénom féminin turc, équivalent de l'arabe Aïcha, qui est le prénom de l'épouse préférée de Mahomet après Khadija, fille du premier calife Abou Bakr.